# Pterognathia pygmaea
Pterognathia pygmaea är en djurart som tillhör fylumet käkmaskar, och som beskrevs av Wolfgang Sterrer 1998. Pterognathia pygmaea ingår i släktet Pterognathia och familjen Pterognathiidae. Inga underarter finns listade i Catalogue of Life.